# Museet Ribes Vikinger

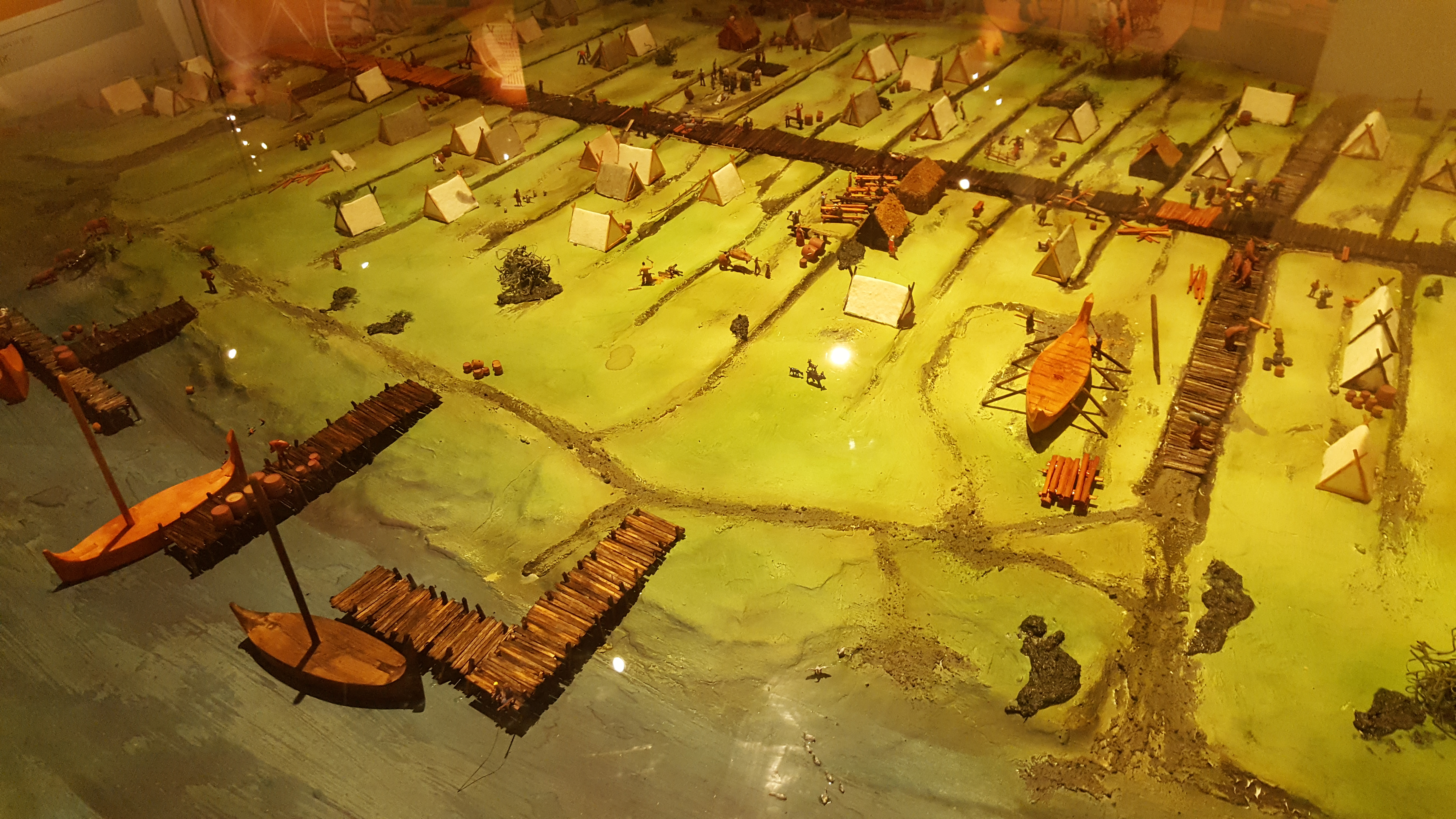
Museet Ribes Vikinger

Museet Ribes Vikinger is een museum in de Deense stad Ribe. In het museum aan de Odins Plads wordt de geschiedenis van Ribe belicht als handelsstad vanaf 700, van de tijd van de Vikingen over de middeleeuwen tot in 1700. Het museum toont archeologische vondsten (glasparels, skeletten) en een nagebouwde vikingshandelspost uit het jaar 800.